# Batterij van Mont-Coquerel
De batterij van Mont-Coquerel was een kustbatterij in Normandië tijdens de Tweede Wereldoorlog. Gebouwd door Organisation Todt, nabij het Franse dorp Quinéville, maakte de batterij onderdeel uit van de door Duitsland aangelegde Atlantikwall. 
De batterij van Mont-Coquerel omvatte vier Franse 105 mm kanonnen en kazematten, die waren beschermd door een laag aarde. De kanonnen hadden echter geen al te grote dracht en konden Utah Beach niet bereiken. Daardoor vormden ze tijdens de geallieerde landing in Normandië geen dreiging voor de Amerikaanse troepen. Toch werd de batterij door USS Tuscaloosa onder vuur genomen. 
Het Duitse garnizoen in de batterij was echter niet van plan om het complex zomaar op te geven. Er braken hevige gevechten uit en pas op 14 juni 1944 moesten de Duitsers de batterij opgeven. 